# 海賊党 (スウェーデン)
海賊党（かいぞくとう、スウェーデン語: Piratpartiet ピロートパティーエト）は、主にEU諸国を中心に活動が広まりつつある結社。公式に政党として認められているのは12カ国で、スウェーデンでは著作権法の改革などを主張し7.1%の票を獲得し欧州議会に議席を持っている。海賊 (pirat) とは著作権上の海賊行為を指し、現行の著作権制度に従わない人々へのレッテルを逆手に取った名称であると考えられている。
海賊党が当初掲げていた政治目標は著作権・特許・商標といった知的財産権の現行運用が不当なものであるとして、著作権の保護期間を5年間に制限する事にある。他に関連してインターネット上及び日常生活における個人のプライバシーの尊重を掲げている。それ以外の政治的イデオロギーを掲げる事は行われておらず、右翼・左翼といった概念から独立した立場を維持すると宣言されている。

## 党史
2006年、プログラマーであったリック・ファルクヴィンゲら著作権法改革を問題視する有志によって新党「海賊党」が結成された。同党は同年のスウェーデン総選挙で0.63%の得票を得て、存在感のある小政党として注目された。
2008年から2009年にかけてスウェーデン緑の党、スウェーデン左翼党、スウェーデン自由党、スウェーデンキリスト教民主党など著作権問題に理解を示す小政党とはば広い協力関係を結んだ。最終的には二大政党（右派の穏健党、左派のスウェーデン社会民主労働党）に続く議会の第三勢力であった中央党から著作権問題について賛同を得て政治同盟を結ぶ事に成功した。また党青年団「若き海賊 (Ung Pirat)」はスウェーデン最大の人員を持つ青年組織へと成長しており、青年層からの強い支持を集めた。
2009年、欧州議会選挙のスウェーデン投票区において海賊党は7.13%の投票を得て欧州議会議席を1議席獲得、後にリスボン条約がスウェーデン議会を通過した際に2議席へ増加した。この結果、海賊党はクリスティアン・エングストロム欧州議員とアメーリア・アンデシュドッテル欧州議員を有していたことになった。
ヨーロッパ議会では、緑の党と共同会派をつくって活動をしていた。
2014年に実施されたEU議会選挙で全議席を失った。
2011年、初代党首リック・ファルクヴィンゲは二代党首にアンナ・トロバーリを指名した。

## 影響

公式活動
非公式
議論がある
存在しない

現在、各国の国内法により政党要件を満たしているのはオーストリア、チェコ、デンマーク、フィンランド、フランス、ルクセンブルク、ドイツ、ポーランド、スロバキア、スペイン、英国、スイスの12カ国となっている。非公式ながら活動が続けられている国は、米国、アルゼンチン、オーストラリア、ベルギー、ブラジル、ブルガリア、カナダ、チリ、エストニア、アイルランド、イタリア、リトアニア、メキシコ、オランダ、ニュージーランド、ポルトガル、ルーマニア、ロシア、セルビア、スロバキア、トルコ、ウクライナ、日本である。日本では海賊党などの党名で総務省に登録をしている団体がかつては多数あったが、2012年ごろからこれらの団体は統合され、海賊党（本部港区麻布）となった。他方で、2015年4月にこれとは別に「日本海賊党」（オーナー須澤秀人、千葉市）が総務省に届出された。須澤秀人は同年末には反NHK党所属となった結果、この「日本海賊党」は崩壊した。
前者は選挙活動は時期尚早だと考えている。後者は、2015年の統一地方選挙などで元自民党市議会議員などを支持し、応援しているが、いずれも落選している。（2015.10総務省登録による）

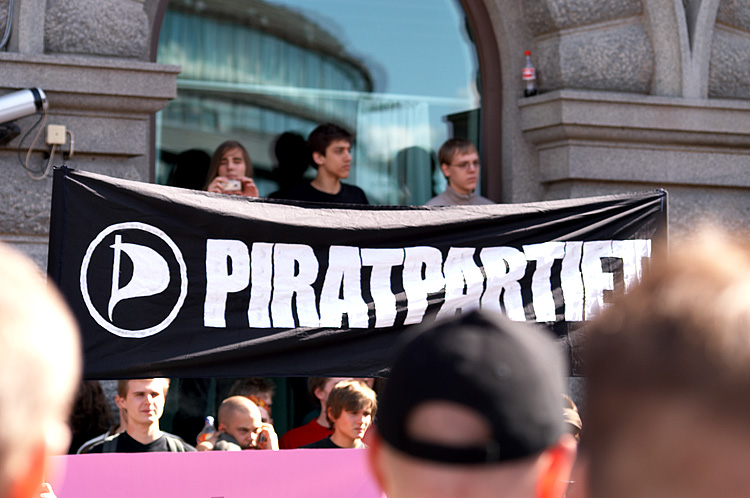
スウェーデン海賊党のデモ隊

### スウェーデン
海賊党が結成されたときにスウェーデン緑の党は著作権法罰則強化に反対するスタンスを公式に表明した。また穏健党やスウェーデン左翼党など他の政党もダウンロード問題についての主張に修正を加えている。両党の首相候補は「（海賊行為の温床とされている）ファイル共有への罰則を緩めるべき」とまで発言した。少なくない政治評論家や政治学者は海賊党の青年層の支持を受けての躍進と無関係ではないと指摘し、IDGも同様のレポートを提示している。スウェーデンの大手新聞社ダーゲンス・ニュヘテルも海賊党が政界に与える影響についての記事を掲載した。
当時の財務大臣であったトマス・ボドストロムがインターネット上の違法ダウンロードに対する罰則強化の法案を修正する協議に応じた事も海賊党の躍進に危機感を抱いた可能性が指摘されているが、ボドストロム自身は否定している。一方、フリーソフト運動の創始者であるプログラマのリチャード・ストールマンは海賊党の運動に理解を示しつつも、「5年では製作した個人の製作物がすぐに商業ソフトに転用されてしまい、むしろ個人の野心的な製作行為が企業に制限されてしまう」という独特の視点からの議論を提示した。

### 国際社会
スウェーデン海賊党に影響を受け、現在33カ国で海賊党運動が行われている。スウェーデン海賊党を中心として、海賊党による国際組織海賊党インターナショナルも組織されている。
スウェーデン以外ではドイツ海賊党が市議会における議席を2009年8月に獲得した。さらに、連邦議会選挙では全体の2%の得票を得た。（議席は獲得できず）。2011年には複数の州議会選挙で議席を得て、州議会に進出している。
2014年5月のヨーロッパ議会選挙では一名の議員を当選させた。
ちなみに、海賊党に関連して、日本では二つの動きがあった。
一つは、バーチャルな世界、すなわちインターネット上の動きである。
2008年ごろより日本最大のSNSサイトであるmixiなどで「海賊党研究会」が自然発生的に生まれた。その後、関連コミュニティーが多数形成される中で、これらが緩やかな連合体を形成した。
もう一つは現実世界の動きである。ここでは、現実世界（リアルワールド）の音楽家、ジャーナリスト、法律家などによる各種の海賊衆会（パイレイツカフェパーティー）などが2010年ごろより大阪府、九州、岡山、静岡県、東京都、埼玉県、群馬県などで活発に活動をしていた。
これらが2012年ごろより次第に相互に合流し、東京都港区に本部を置く「海賊党」に統合されつつある。
この海賊党（本部港区）が2013年4月にロシア共和国で開催された海賊党世界大会に代表を派遣した。このとき、この「海賊党」が、日本を代表する海賊党として承認されている。
政策は、民主主義の徹底、現実政治におけると同様に、インタネットにおいても市民の自由が擁護されるべきこと、具体的な政策としては「現時点における原発再開に反対」を組織内の採決の結果、可決している
党の組織においても「フラットな組織」を主張しており、代表はいない。
このほか、海賊党（本部港区）への合流を拒絶するものとして、「とり党」（本部は私書箱のため不明、オーナー須澤秀人夫妻）自称「日本海賊党（公式）」が存在する。
```
ここは、ネット上で「日本海賊党(公式)」と名乗り、ネット上で極めて活発な情宣活動をしていることで知られている。2013年9月|「とり党」は当初は原発反対派、外国人参政権反対派も合流を検討していたが、とりとん党首（オーナー）と石田和京都大学学生により排除された。とりとん党（須澤党）は、現在は、外参権には賛成、原発は容認（2014年に党首とりとん（須澤）の一存で、突然、原発反対に転じた、TPP反対、液体民主主義を党是としている。
```

ほかに一人一党の海賊党が多数国内に存在し、それぞれ岩井党（千葉）須澤党（千葉市、貸しポストは東京都）などと呼ばれていたが、2014年の秋にはこれらは全て消滅した。
　詳細はそれぞれに海賊党を取材したという「海賊党研究」（海賊書院。2013年1月初版）に詳しい。